# Solomon Sjuster
Solomon Sjuster (russisk: Соломо́н Абра́мович Шу́стер) (født 9. maj 1934 i Sankt Petersborg i Sovjetunionen, død 1. september 1995 i Berlin i Tyskland) var en sovjetisk filminstruktør.

## Filmografi
- Den prijoma po litjnym voprosam (День приёма по личным вопросам, 1974)[1][2]